# Antoine Louis François de Béziade
Antoine Louis François de Béziade (* 8. Januar 1759 in Paris; † 4. Juni 1811 auf Madeira), Comte und 1799 Duc d’Avaray, war ein französischer Edelmann, Exilgefährte des Grafen von Provence und späteren Königs Ludwig XVIII. sowie einer von dessen Favoriten.

## Leben

### Ancien Régime
Als ältester Sohn von Claude Antoine de Béziade (1740–1829), Marquis d’Avaray, trat Antoine Louis François de Béziade 1774 als Sous-Lieutnant in das Régiment de La Couronne ein, das von seinem Vater befehligt wurde. Er wurde dann 1777 zum Capitaine in diesem Regiment ernannt und 1779 zum Maréchal général des logis des von Marschall Vaux befehligten Armeekorps, das eine Landung in England durchführen sollte.
Im Jahr 1782 diente der Comte d’Avaray als Aide-de-camp des Duc de Crillon bei der Belagerung von Gibraltar. Er wurde 1782 zum stellvertretenden Oberst (Colonel en second) des Régiments de Boulonnais ernannt und war 1788 im Feldlager von Saint-Omer dessen Commandant en chef.

### Flucht des Grafen von Provence
Er kam 1775 als Maître de la garde-robe von Louis Stanislas Xavier de France, Comte de Provence, dem Bruder von Ludwig XVI., dem späteren König Ludwig XVIII., an den Hof. Der zukünftige König beschreibt ihn wie folgt: „Avaray war kränklich, von schwacher Gesundheit, aber mit einem ebenso jähzornigen wie hitzigen Charakter gesegnet und hatte sich durch seine extreme Fügsamkeit und seinen Eifer, mit dem er jeden Schritt seines Herrn verfolgte, dessen Wohlwollen erworben.“
Im Jahr 1791 spielte er eine wichtige Rolle bei der Flucht des zukünftigen Königs aus dem Petit Luxembourg. Niemand aus dem Haus wurde in die Pläne des Comte de Provence eingeweiht, aber seine Geliebte, die Comtesse de Balbi, überredete ihn, Avaray davon in Kenntnis zu setzen. Die Gräfin reiste separat Richtung Brüssel, während der Comte de Provence in Begleitung von Avaray auf einer anderen Route und unter dem Vorwand, ein Engländer zu sein, nachkommen wollte.
Das Datum der Flucht der königlichen Familie wurde auf Montag, den 20. Juni 1791 festgelegt, der Comte de Provence wählte für seine Abreise das gleiche Datum und informierte Avaray darüber. Sie planten dann ihre Flucht vom Petit Luxemburg nach Belgien, wobei sie sich dafür entschieden, Postpferde statt Relaisstationen zu benutzen, um keine Aufmerksamkeit zu erregen. Am Abend des von Ludwig und Avaray festgelegten Datums verließen sie den Palast zu Fuß und stiegen in eine Droschke, die sie am Hôtel de la Monnaie abstellten, bevor sie sich in der Nähe des Collège des Quatre-Nations wieder mit ihrem Wagen trafen. Der Wagen erreichte Nanteuil bei Sonnenaufgang. In Avesnes-sur-Helpe reparierten sie ein gebrochenes Rad. Am Abend überquerten sie die belgische Grenze. Ludwig verbrachte die Nacht in Mons, wo er Madame de Balbi wiedertraf, und reiste am nächsten Tag ab. Am 3. Juli verließen sie Brüssel in Richtung Koblenz mit einem Zwischenaufenthalt in Lüttich.

### Emigration
Der Comte d’Avaray wurde zum Capitaine der Garde Ludwigs ernannt und machte mit diesem Titel den Feldzug von 1792 mit. Er wurde 1795 Maréchal de camp und Capitaine der Hauptmann der Copagnie écossaise der Garde du corps du roi (der Comte de Provence). 1796 nahm Ludwig unter dem Namen Ludwig XVIII. den Titel König von Frankreich an, nachdem sein Neffe, der Dauphin, gestorben war.
Graf d’Avaray half dem König, aus Verona herauszukommen, und schloss sich der Armee der Emigranten an, die auf dem rechten Rheinufer lagerte. Er beteiligte sich an der Vereinigung der Royalisten und verhandelte über die Freilassung von Ludwigs Tochter, Madame Royale.
1799 erhob Ludwig XVIII. die Grafschaft L’Isle-Jourdain zugunsten von Avaray unter dem Namen Avaray zum Herzogtum und zur Pairie.
Als Vertreter Ludwigs XVIII. tauschte der Avaray diplomatische Korrespondenz mit Joseph de Maistre, dem Ministre plénipotentiaire (bevollmächtigten Minister) des Königs von Sardinien in Sankt Petersburg.
Der Duc d’Avaray litt bei seiner Abreise aus Frankreich an einer Hämoptyse, was auf der Reise selbst schon Anlass zur Sorge um seine Zukunft gab. Er erlag ihr am 4. Juni 1811 auf der Insel Madeira, wohin er gereist war, um zu versuchen, seine Gesundheit wiederherzustellen.
Antoine Louis François de Béziade starb unverheiratet und ohne Nachkommen, so dass der Herzogstitel und die Pairie erloschen. Die Erhebung wurde von Ludwig XVIII. im Jahr 1817 mit Rückfall auf seinen Vater als 2. Duc d’Avaray bestätigt und regularisiert.